# Question Mark (album)
Question Mark – album polskiego saksofonisty jazzowego Janusza Muniaka, nagrany z prowadzonym przez niego zespołem – Janusz Muniak Quintet. Płyta ukazała się jako vol. 54 serii Polish Jazz.
Album nagrany został w Warszawie w czerwcu 1978. Wszystkie utwory zamieszczone na płycie to kompozycje lidera – Janusza Muniaka. LP został wydany w 1978 przez Polskie Nagrania „Muza” w wersji stereofonicznej pod numerem katalogowym SX 1616. Reedycja na CD ukazała się w 2007 (PNCD 1054) jako wynik współpracy Polskiego Radia i Polskich Nagrań Muza.

## Muzycy
- Janusz Muniak – saksofon tenorowy, saksofon sopranowy
- Marek Bliziński – gitara elektryczna
- Paweł Perliński – fortepian, pianino elektryczne
- Andrzej Dechnik – kontrabas
- Jerzy Bezucha – perkusja, instrumenty perkusyjne

## Lista utworów
Strona A
| 1. | „Przejażdżka walcem” | 12:10 |
|    |                      |       |
| 2. | „Taniec pawia”       | 7:30  |
|    |                      |       |
|    |                      | 19:40 |
|    |                      |       |
Strona B
| 3. | „Obertas”        | 9:50  |
|    |                  |       |
| 4. | „Znak zapytania” | 10:12 |
|    |                  |       |
|    |                  | 20:02 |
|    |                  |       |

## Informacje uzupełniające
- Inżynier dźwięku – Jacek Złotkowski, Michał Gola
- Omówienie płyty (tekst na okładce) – Roman Kowal
- Omówienie płyty (tekst reedycji z 2016) – Tomasz Szachowski
- Projekt okładki – Marek Karewicz